# مقاطعة تراوب (جورجيا)
مقاطعة تراوب (بالإنجليزية: Troup County)‏ هي إحدى المقاطعات في ولاية جورجيا في الولايات المتحدة الأمريكية.